# Каширіна Тетяна Юріївна
Тетяна Юріївна Каширіна  (рос. Татьяна Юрьевна Каширина, 24 січня 1991) — російська важкоатлетка, олімпійська медалістка.

## Виступи на Олімпіадах
| Олімпіада   | Вагова категорія | Місце |
| ----------- | ---------------- | ----- |
| Лондон 2012 | надважка         | 2     |